# Tratado de Aranjuez (1780)
El tratado de Aranjuez de 1780 fue un convenio de amistad y comercio firmado por España y Marruecos.  El conde de Floridablanca, en representación de Carlos III de España, y Mohamed Ben Otoman, embajador del sultán Mohammed III de Marruecos, ajustaron el tratado en la localidad madrileña de Aranjuez el 30 de mayo. 
Los puntos principales del tratado establecían la libertad de comercio para los súbditos españoles en los puertos marroquíes y, recíprocamente, la de los marroquíes en los puertos españoles.
Al acuerdo hispano-marroquí se uniría en 1781 el Reino de Sicilia.